# Agrias praxiteles
Agrias praxiteles är en fjärilsart som beskrevs av Anton Heinrich Fassl 1924. Agrias praxiteles ingår i släktet Agrias och familjen praktfjärilar. Inga underarter finns listade i Catalogue of Life.